# Papinski križ
Papinski križ (crux papalis) je naziv za križ koji je ujedno i amblem papina ureda. Taj križ isključivo koristi samo papa.
Tri prečke na križu se tumače kao tri križa na Kalvariji, ali i kao tri područja papina autoriteta u prošlosti: Crkva, svijet i nebo.
Ponekad se ovaj križ dovodi u zabunu s papinskom ferulom.